# Antonio Rada
José Antonio Rada Angulo (ur. 13 czerwca 1937 w Sabanalardze, zm. 1 czerwca 2014 w Barranquilla) – kolumbijski piłkarz grający podczas kariery na pozycji napastnika.

## Kariera klubowa
Karierę piłkarską Antonio Rada rozpoczął w klubie Sporting Barranquilla w 1957. Kolejnym jego klubem był Unión Magdalena. W 1962 został zawodnikiem Deportivo Pereira i występował w nim 4 lata. W 1966 odszedł do Junior Barranquilla.
W 1968 został zawodnikiem Atlético Nacional, a rok później przeszedł do Atlético Bucaramanga. W 1970 został zawodnikiem Deportes Tolima, gdzie wkrótce zakończył piłkarską karierę. Ogółem w latach 1957–1970 rozegrał w lidze kolumbijskiej 310 spotkań, w których zdobył 157 bramek.

## Kariera reprezentacyjna
W reprezentacji Kolumbii Rada zadebiutował 1 kwietnia 1962 w przegranym 0-1 towarzyskim spotkaniu z Meksykiem. W samym roku został powołany przez selekcjonera Adolfo Pedernerę do kadry na Mistrzostwa Świata w Chile. Na turnieju wystąpił w dwóch meczach z ZSRR (bramka w 72 min.) i Jugosławią.
Ostatni raz w reprezentacji wystąpił 7 sierpnia 1965 w wygranym 2-0 meczu eliminacji Mistrzostw Świata 1966 z Chile, w którym zdobył obie bramki. Od 1962 do 1965 rozegrał w reprezentacji 6 spotkań, w których strzelił 4 bramki.